# ياسمين بيتي
ياسمين بيتي (بالإنجليزية: Yasmine Petty)‏ عارضة أزياء أمريكي متحولة جنسيا من أصل مغربي وإيطالي.

## روابط خارجية
- Yasmine Petty official website
- ياسمين بيتي على موقع IMDb (الإنجليزية)